# Canton de Confolens-Sud
Le canton de Confolens-Sud est une ancienne division administrative française, située dans le département de la Charente et la région Nouvelle-Aquitaine.
En 2015, ses communes rejoignent celles des cantons de Chabanais et Confolens-Nord pour former le nouveau canton de Charente-Vienne.

## Composition
Le canton de Confolens-Sud se composait d’une fraction de la commune de Confolens et de dix autres communes. Il comptait 6 585 habitants (population municipale) au 1er janvier 2012.
| Nom                        | Code Insee | Intercommunalité         | Population (dernière pop. légale)             |
| -------------------------- | ---------- | ------------------------ | --------------------------------------------- |
| Confolens (chef-lieu)      | 16106      | CC de Charente Limousine | Fraction : 1 315(2012) Commune : 2 670 (2017) |
| Abzac                      | 16001      | CC de Charente Limousine | 483 (2014)                                    |
| Brigueuil                  | 16064      | CC de Charente Limousine | 1 061 (2014)                                  |
| Brillac                    | 16065      | CC de Charente Limousine | 681 (2014)                                    |
| Esse                       | 16131      | CC de Charente Limousine | 510 (2014)                                    |
| Lesterps                   | 16182      | CC de Charente Limousine | 491 (2014)                                    |
| Montrollet                 | 16231      | CC de Charente Limousine | 307 (2014)                                    |
| Oradour-Fanais             | 16249      | CC de Charente Limousine | 388 (2014)                                    |
| Saint-Christophe           | 16306      | CC de Charente Limousine | 357 (2014)                                    |
| Saint-Germain-de-Confolens | 16322      | CC du Confolentais       | 84 (2013)                                     |
| Saint-Maurice-des-Lions    | 16337      | CC de Charente Limousine | 911 (2014)                                    |

## Représentation

### conseillers généraux de 1833 à 2015
| Période | Période          | Identité                                          | Étiquette         | Qualité |
| ------- | ---------------- | ------------------------------------------------- | ----------------- | --- |
| 1833    | 1848             | Jean Charles Mémineau (1772-1854)                 |                   | Ancien officier, Saint-Maurice-des-Lions                                                                             |
| 1848    | 1852             | Baron Charles-Guillaume de Chamborant de Périssat |                   | Ancien officier de cavalerie Propriétaire du château de Villevert Maire d'Esse                                       |
| 1852    | 1859             | Charles Joseph Laurendeau                         |                   | Notaire |
| 1859    | 1866 (décès)     | Firmin Nicolas Grellier-Pougeard                  |                   | Conseiller à la Cour Impériale de Bordeaux Propriétaire à Pougeard (Saint-Maurice-des-Lions)                         |
| 1867    | 1871             | Charles Boreau-Lajanadie                          |                   | Conseiller à la Cour impériale de Bordeaux                                                                           |
| 1871    | 1886 (démission) | André Duclaud                                     | Républicain       | Avocat, conseiller municipal de Confolens Député (1876-1885 et 1889-1890) Nommé Préfet des Basses-Alpes en 1886      |
| 1886    | 1910 (décès)     | Victor Labussière Corderoy                        | Républicain       | Avocat à Confolens, ancien Préfet                                                                                    |
| 1911    | 1931             | Joseph Peyraud (1873-1939)                        | Rad.              | Maire de Brillac (1898-1925)                                                                                         |
| 1931    | 1937             | Lucien Malmanche                                  | Rad.              | Tuilier à Abzac |
| 1937    | 1940             | Henri Néhomme (1885-1945)                         | PC-SFIC           | Maire de Brillac (1935-1939 et 1944-1945) Premier conseiller général communiste de Charente                          |
|         |                  |                                                   |                   | |
| 1943    | 1945             | Henri Lacroix                                     | Droite            | Conseiller d'arrondissement, maire de Lesterps Nommé conseiller départemental en 1943                                |
|         |                  |                                                   |                   | |
| 1945    | 1949             | René Venin                                        | PCF               | Instituteur à Brillac                                                                                                |
| 1949    | 1967             | Georges Croislebois (1903-1973)                   | Rad.-RGR          | Boulanger Maire de Confolens (1949-1955)                                                                             |
| 1967    | 1985             | Jean-Marie Peyraud (1918-1995, fils de J.Peyraud) | DVD               | Médecin cardiologue Maire de Brillac (1959-1977) Conseiller régional (1977-1980)                                     |
| 1985    | 2008 (décès)     | Jean-Louis Festal                                 | UDF-PR puis MoDem | Médecin Adjoint au Maire de Confolens (1995-2008) Président de la Communauté de Communes du Confolentais (1995-2001) |
| 2008    | 2015             | Jean-Noël Dupré                                   | DVD puis UDI      | Professeur Maire de Confolens depuis 2014                                                                            |

### Conseillers d'arrondissement (de 1833 à 1940)
| Période        | Période      | Identité                                               | Étiquette           | Qualité |
| -------------- | ------------ | ------------------------------------------------------ | ------------------- | --- |
| 1833           |              | Paul Dansays de Gorce (1778-1860)                      |                     | Propriétaire, maire d'Esse                                                                                  |
| 1833           |              | Jean Eugène Prévost-Maisonnay (1788-1864)              |                     | Propriétaire du château de Serre, adjoint au maire d'Abzac                                                  |
|                |              |                                                        |                     | |
| 1848           | 1852         | M. Peyrigord                                           |                     | Propriétaire à Confolens                                                                                    |
| 1848           | 1852         | M. Martin                                              |                     | Procureur de la République à Confolens                                                                      |
| 1852           | 1861         | Antoine Justin Leulier (1800-1876)                     |                     | Avocat, propriétaire du Manoir de Gorce à Esse                                                              |
| 1858           |              | François Xavier Joseph Genty de Laborderie (1808-1893) |                     | Propriétaire du château de la Glayolle, maire de Lesterps                                                   |
|                |              |                                                        |                     | |
| 1871           |              | François de Feydeau                                    |                     | Propriétaire à Saint-Christophe                                                                             |
| 1871           | 1880 (décès) | Alfred de Verdilhac (1820-1880)                        |                     | Magistrat, juge de paix, propriétaire à Brillac                                                             |
| 1874           | 1886         | François Peyraud                                       | Républicain         | Conseiller municipal de Brillac                                                                             |
| 1880           | 1896 (décès) | Philippe Serreau                                       | Républicain         | Propriétaire, premier adjoint au maire de Confolens                                                         |
| 1886           | 1919         | Jean Rivaud-Boisse                                     | Républicain         | Propriétaire à Saint-Christophe-de-Confolens                                                                |
| 1896           | 1919         | Joseph Peyraud                                         | Républicain         | Maire de Brillac                                                                                            |
| 1919           | 1940         | Henri Lacroix (1882-?)                                 | Républicain libéral | Propriétaire au Dognon, maire de Lesterps                                                                   |
| 1919           | 1922         | Marcellin Desbordes                                    | Républicain         | Conseiller municipal puis maire de Saint-Maurice-des-Lions                                                  |
| 1922           | 1928         | René Reix                                              | Républicain         | Maire de Brigueuil                                                                                          |
| 1928           | 1931 (décès) | Pierre Chambre                                         | Radical             | Cordonnier, conseiller municipal de Confolens                                                               |
| 6 juillet 1931 | 1940         | René Papon                                             | Radical             | Propriétaire, conseiller municipal d'Abzac                                                                  |
| 1940           |              |                                                        |                     | Les conseils d'arrondissement ont été suspendus par la loi du 12 octobre 1940 et n'ont jamais été réactivés |

Sources : Journal "La Charente" https://gallica.bnf.fr/ark:/12148/cb32740226x/date&rk=21459;2.

## Élections cantonales de mars 2008
À la suite du décès de Jean-Louis Festal le 6 août 2008, des élections partielles sont organisées.
- Résultats du scrutin du 19 octobre 2008 :

| Nom             | Nuance | Voix  | % exprimés | élu/battu |
| --------------- | ------ | ----- | ---------- | --------- |
| Jean-Noël Dupré | DVD    | 1 586 | 59,4 %     | élu       |
| Guy Traumat     | PS     | 1 082 | 40,6 %     | battu     |

- Rappel du 1er tour, scrutin du 12 octobre 2008:

| Nom              | Nuance | Voix  | % exprimés | élu/battu |
| ---------------- | ------ | ----- | ---------- | --------- |
| Jean-Noël Dupré  | DVD    | 1 100 | 46,3 %     | ballotage |
| Martial Daganaud | PCF    | 538   | 22,6 %     | battu     |
| Guy Traumat      | PS     | 740   | 31,1 %     | ballotage |

## Élections cantonales de mars 2004
- Résultats du scrutin du 28 mars 2004 :

| Nom               | Nuance | Voix  | % exprimés | élu/battu |
| ----------------- | ------ | ----- | ---------- | --------- |
| Jean-Louis Festal | UDF    | 1 975 | 54,24 %    | élu       |
| Martial Daganaud  | PCF    | 1 666 | 45,76 %    | battu     |

- Rappel du 1er tour, scrutin du 21 mars 2004:

| Nom                  | Nuance         | Voix  | % exprimés | élu/battu |
| -------------------- | -------------- | ----- | ---------- | --------- |
| Jean-Louis Festal    | UDF            | 1 637 | 48,16 %    | ballotage |
| Erick Malichier      | FN             | 330   | 9,71 %     | battu     |
| Martial Daganaud     | PCF            | 1 271 | 37,39 %    | ballotage |
| Christophe Bruneteau | Extrême gauche | 161   | 4,74 %     | battu     |

## Démographie
| 1962 | 1968 | 1975 | 1982 | 1990  | 1999  | 2006  | 2011  | 2012  |
| ---- | ---- | ---- | ---- | ----- | ----- | ----- | ----- | ----- |
| -    | -    | -    | -    | 6 671 | 6 849 | 6 616 | 6 546 | 6 585 |